# Citi Open 2013
Citi Open 2013 byl společný tenisový turnaj mužského okruhu ATP World Tour a ženského okruhu WTA Tour, který se hrál v areálu William H.G. FitzGerald Tennis Center na otevřených dvorcích s tvrdým povrchem. Konal se mezi 27. červencem až 4. srpnem 2013 v americkém hlavním městě Washingtonu, D.C. jako 45. ročník mužského a 3. ročník ženského turnaje.
Mužská polovina se řadila do kategorie ATP World Tour 500 a její dotace činila 1 546 590 dolarů. Jednalo se o druhou událost mužské části US Open Series 2013. Ženská část s rozpočtem 235 000 dolarů byla součástí WTA International Tournaments. Nejvýše nasazenými byli v mužské dvouhře světová sedmička Juan Martín del Potro z Argentiny a v ženském singlu devátá hráčka žebříčku Angelique Kerberová z Německa.

## Dvouhra mužů

### Nasazení
| Stát          | Hráč                  | ATP1) | Nasazení |
| ------------- | --------------------- | ----- | -------- |
| Argentina     | Juan Martín del Potro | 7.    | 1.       |
| Japonsko      | Kei Nišikori          | 11.   | 2.       |
| Německo       | Tommy Haas            | 12.   | 3.       |
| Kanada        | Milos Raonic          | 13.   | 4.       |
| Francie       | Gilles Simon          | 16.   | 5.       |
| Spojené státy | Sam Querrey           | 20.   | 6.       |
| Jižní Afrika  | Kevin Anderson        | 21.   | 7.       |
| Spojené státy | John Isner            | 22.   | 8.       |
| Ukrajina      | Alexandr Dolgopolov   | 25.   | 9.       |
| Španělsko     | Feliciano López       | 29.   | 10.      |
| Bulharsko     | Grigor Dimitrov       | 31.   | 11.      |
| Francie       | Julien Benneteau      | 35.   | 12.      |
| Chorvatsko    | Ivan Dodig            | 36.   | 13.      |
| Austrálie     | Bernard Tomic         | 41.   | 14.      |
| Rusko         | Nikolaj Davyděnko     | 42.   | 15.      |
| Kypr          | Marcos Baghdatis      | 44.   | 16.      |
| Francie       | Michaël Llodra        | 46.   | 17.      |

- 1) Žebříček ATP k 22. červenci 2013.

### Jiné formy účasti
Následující hráčí obdrželi divokou kartu do hlavní soutěže:
- Juan Martín del Potro
- James Duckworth
- Steve Johnson
- Denis Kudla
- Jack Sock

Následující hráči postoupili z kvalifikace:
- Somdev Devvarman
- Matthew Ebden
- Samuel Groth
- Alex Kuznetsov
- Tim Smyczek
- Júiči Sugita
  -  Jesse Levine – jako šťastný poražený
  -  Rhyne Williams – jako šťastný poražený

### Odhlášení
před zahájením turnaje
- Feliciano López
- Gaël Monfils
- Jo-Wilfried Tsonga

## Mužská čtyřhra

### Nasazení
| Stát       | Hráč             | Stát       | Hráč              | ATP1 | Nasazení |
| ---------- | ---------------- | ---------- | ----------------- | ---- | -------- |
| Rakousko   | Alexander Peya   | Brazílie   | Bruno Soares      | 14.  | 1.       |
| Pákistán   | Ajsám Kúreší     | Nizozemsko | Jean-Julien Rojer | 25.  | 2.       |
| Švédsko    | Robert Lindstedt | Kanada     | Daniel Nestor     | 29.  | 3.       |
| Chorvatsko | Ivan Dodig       | Brazílie   | Marcelo Melo      | 36.  | 4.       |

- 1 Žebříček ATP k 22. červenci 2013; číslo je součtem umístění obou členů dvojice.

### Jiné formy účasti
Následující dvojice obdržely divokou kartu do hlavní soutěže:
- James Blake /  Eric Butorac
- Steve Johnson /  Sam Querrey

### Odhlášení
před zahájením turnaje
- Bob Bryan (poranění ramena)

## Ženská dvouhra

### Nasazení
| Stát          | Hráčka                | WTA1) | Nasazení |
| ------------- | --------------------- | ----- | -------- |
| Německo       | Angelique Kerberová   | 9.    | 1.       |
| Spojené státy | Sloane Stephensová    | 15.   | 2.       |
| Rusko         | Jekatěrina Makarovová | 26.   | 3.       |
| Francie       | Alizé Cornetová       | 30.   | 4.       |
| Rumunsko      | Sorana Cîrsteaová     | 32.   | 5.       |
| Německo       | Mona Barthelová       | 33.   | 6.       |
| Slovensko     | Magdaléna Rybáriková  | 39.   | 7.       |
| Spojené státy | Madison Keysová       | 44.   | 8.       |

- 1) Žebříček WTA k 22. červenci 2013.

### Jiné formy účasti
Následující hráčky obdržely divokou kartu do hlavní soutěže:
- Beatrice Caprová
- Angelique Kerberová
- Taylor Townsendová

Následující hráčky postoupily z kvalifikace:
- Irina Falconiová
- Michelle Larcherová de Britová
- Alexandra Muellerová
- Jessica Pegulaová

### Odhlášení
před zahájením turnaje
- Lauren Davisová
- Camila Giorgiová
- Simona Halepová (poranění zad)
- Kaia Kanepiová
- Johanna Larssonová
- Anabel Medinaová Garriguesová
- Romina Oprandiová
- Naděžda Petrovová

### Skrečování
- Monica Niculescuová (poranění levého zápěstí)
- Olga Pučkovová
- Lesja Curenková (poranění pravého stehna)

## Ženská čtyřhra

### Nasazení
| Stát          | Hráčka             | Stát               | Hráčka            | WTA1 | Nasazení |
| ------------- | ------------------ | ------------------ | ----------------- | ---- | -------- |
| Japonsko      | Šúko Aojamová      | Rusko              | Věra Duševinová   | 81.  | 1.       |
| Spojené státy | Irina Falconiová   | Česko              | Eva Hrdinová      | 154. | 2.       |
| Gruzie        | Anna Tatišviliová  | Spojené království | Heather Watsonová | 195. | 3.       |
| Kolumbie      | Catalina Castañová | Spojené státy      | Jessica Pegulaová | 209. | 4.       |

- 1 Žebříček WTA k 22. červnu 2013; číslo je součtem umístění obou členek dvojice.

## Přehled finále

### Mužská dvouhra
Juan Martín del Potro vs.  John Isner, 3–6, 6–1, 6–2

### Ženská dvouhra
Magdaléna Rybáriková vs.  Andrea Petkovicová, 6–4, 7–6(7–2)

### Mužská čtyřhra
Julien Benneteau /  Nenad Zimonjić vs.  Mardy Fish /  Radek Štěpánek, 7–6(7–5), 7–5

### Ženská čtyřhra
Šúko Aojamová /  Věra Duševinová vs.  Eugenie Bouchardová /  Taylor Townsendová, 6–3, 6–3